# Акомодация
Акомодацията е неволева функция на зрителния анализатор. В млада възраст и при невисока степен на далекогледство хората виждат добре както надалеч, така и наблизо благодарение на акомодацията на окото. С напредване на възрастта акомодацията отслабва и все по-малко може да компенсира далекогледството, което става явно. Когато при работа отблизо акомодацията е недостатъчна, се появява бърза умора на очите, главоболие и замъгляване на зрението (пресбиопия).
Ако не се развият други заболявания, с напредването на възрастта способността ни да гледаме отблизо (без очила) се променя по следния начин: На 10-годишна възраст човек може да акомодира на 7 – 8 см близо; на 20 г. – на около 10 см; на 30 г. – на около 25 см; на 45 г. – на около 50 см до 1 метър; на 70 г. – често нищо по-близо от безкрайност.